# 夜明珠街道
夜明珠街道，是中华人民共和国湖北省宜昌市西陵区下辖的一个乡镇级行政单位。

## 行政区划
夜明珠街道下辖以下地区：
平湖路社区、上导堤社区、望洲岗社区、镇平路社区、英雄山社区、大堰湾社区、常家湾社区、肖家岗社区、夜明珠社区和列电路社区。